# Life Racing Engines
Life – konstruktor Formuły 1 z bazą w Modenie. Firma została nazwana od nazwiska jej założyciela, Ernesto Vity ("Vita" po włosku oznacza "życie", czyli po angielsku "Life"). Po raz pierwszy firma wyróżniła się w F1 w sezonie 1990, próbując sprzedać swój nietypowy jak na tę dyscyplinę 3,5-litrowy silnik W12.
Team miał katastrofalny sezon, nie mogąc się zakwalifikować we wszystkich 14 wyścigach w których startowali, często wykręcając czasy o kilka sekund gorsze od kierowcy przed nimi.

## Silnik W12
Silnik W12 został zaprojektowany przez byłego inżyniera Ferrari Franco Rocchiego, który był także autorem m.in. słynnej 3-litrowej V8 montowanej w modelach 308 GTB i GTS. Krążyły plotki, że plany silnika Rocchiego powstały nawet we wczesnych latach '70, gdy był jedną z ważniejszych osób w Ferrari, jednak było dość wątpliwe, czy te plany – nawet, gdyby istniały – znalazłyby aprobatę u Enzo Ferrariego. Po odejściu w 1980 r., Rocchi pracował samodzielnie nad silnikiem w konfiguracji W12. Według jego pomysłu, silnik miał trzy rzędy po cztery cylindry – dzięki temu był równie krótki co V8, lecz wyższy niż tradycyjny silnik w układzie V. We Francji konstruktor Guy Nègre pracował nad podobną maszyną która ostatecznie ujrzała światło dzienne w 1989 r., przed prywatnymi testami w przestarzałym nadwoziu teamu AGS. Poza układem W12 silniki nie były podobne do siebie, a sami twórcy nie byli ze sobą w żaden sposób powiązani.
Silnik Rocchiego był gotowy w połowie sezonu 1989. Był to czas gdy silniki turbo ostatecznie zniknęły z Formuły 1 i każdy zespół potrzebował tradycyjnej jednostki. Nowi producenci silników weszli do F1 (np. Ilmor, Judd czy Yamaha), pojawiły się nowe koncepcje. Carlo Chiti próbował – bez sukcesu – przywrócić 12-cylindrowe silniki bokser, które pod nazwą Subaru były używane przez team Coloni, zaś Renault i Honda rozwijali silniki V10, które dały ekipom Williamsa i McLarena wiele sukcesów.
W tej sytuacji włoski handlowiec Ernesto Vita miał nadzieję na szybki zysk. Odkupił od Rocchiego prawa do silnika W12 i próbował sprzedać go dobrze sytuowanym ekipom. W 1989 r. Vita szukał partnera – bez rezultatów. Ostatecznie porzucił poszukiwania i zdecydował się samemu korzystać z silników w sezonie 1990.

## Stare nadwozie
Dlatego powstał team Life, którego nazwa była przetłumaczonym na angielski nazwiskiem założyciela. Siedziba drużyny została zlokalizowana w Modenie. W rzeczywistości był to zwykły garaż o bardzo prostej budowie i bardzo niewielkim zapleczem technicznym. Zespół nie był w stanie zbudować bolidu własnymi siłami, dlatego odkupili od teamu First Racing nadwozie, które było stworzone przez Richarda Divilę dla ekipy Lamberto Leoniego w Formule 3000. Samochód był ukończony w styczniu 1989 r. lecz projekt został zaniechany po wstępnych jazdach testowych Gabriele Tarquiniego. Krótko po tym Vita postanowił odkupić nadwozie i zamontować w nim swój silnik. Większość prac mechanicznych została wykonana przez Gianniego Marelliego, kolejnego byłego pracownika Ferrari. Bolid – nazwany Life L190 – był gotowy w lutym.

## Sezon 1990
Gdy nadszedł nowy sezon, sytuacja malowała się w złych barwach: jedno nadwozie, jeden silnik, zaledwie kilka jeśli nie brak zapasowych części, żadnych testów i zero nadziei na sukces. Silnik W12 okazał się być najsłabszym silnikiem roku – miał moc zaledwie 450 KM gdy reszta ekip dysponowała mocą rzędu 600-700 koni. Poza tym, nadwozie odkupione od zespołu First Racing było jednym z najcięższych w stawce. Bolid prowadził się źle i był bardzo zawodny. W wyniku tego L190 osiągami dorównywał bolidom Formuły 3.
Wstępnie kierowcą zespołu miał być syn Jacka Brabhama, Gary, jednak nie udało mu się dwukrotnie przejść do dalszej części kwalifikacji i opuścił zespół.  W drugim z jego dwóch startów bolid zatrzymał się po przejechaniu zaledwie 350m – jak się okazało, samochód nie miał nawet wymienianego oleju.
Na jego miejsce wskoczył Bruno Giacomelli, włoski weteran który ostatni swój wyścig w Formule 1 zaliczył w sezonie 1983. Nie polepszyło to wyników – bolid nie jechał szybciej, zawsze robiąc zaledwie trzy lub cztery okrążenia przed awarią. Podczas GP San Marino Giacomelli stwierdził, że bał się, że zostanie uderzony od tyłu, ponieważ jego bolid jechał tak wolno. Od GP Portugalii team zastąpił swój własny silnik jednostką V8 Judd, co wymagało przebudowania prawie całego nadwozia pod nową jednostkę. Jednym ze skutków ubocznych było odpadnięcie pokrywy silnika już na pierwszym okrążeniu toru Estoril.
Zespół wycofał się tuż przed ostatnimi dwoma wyścigami.

## Wyniki w Formule 1
| Legenda oznaczeń w tabelach wyników Wyświetl szablon na nowej stronie | Legenda oznaczeń w tabelach wyników Wyświetl szablon na nowej stronie                                                                     |
| Oznaczenie                                                            | Wyjaśnienie |
| --------------------------------------------------------------------- | --- |
| Złoty                                                                 | Zwycięzca lub mistrzostwo |
| Srebrny                                                               | 2. miejsce lub wicemistrzostwo |
| Brązowy                                                               | 3. miejsce lub II wicemistrzostwo |
| Zielony                                                               | Ukończył, punktował (w klasyfikacji generalnej, gdy zdobył co najmniej jeden punkt na przestrzeni sezonu, poza trzema powyższymi opcjami) |
| Niebieski                                                             | Ukończył, nie punktował (w klasyfikacji generalnej, gdy nie zdobył co najmniej jednego punktu na przestrzeni sezonu)                      |
| Czerwony                                                              | Nie zakwalifikował się (NZ) |
| Czerwony                                                              | Nie prekwalifikował się (NPK) |
| Różowy                                                                | Nie ukończył (NU) |
| Różowy                                                                | Niesklasyfikowany (NS) (w klasyfikacji generalnej, gdy nie został sklasyfikowany w żadnym wyścigu sezonu)                                 |
| Czarny                                                                | Zdyskwalifikowany (DK) |
| Czarny                                                                | Wykluczony (WYK/EX) |
| Biały                                                                 | Nie wystartował (NW) |
| Biały                                                                 | Kontuzjowany (K/INJ) |
| Biały                                                                 | Wyścig odwołany (OD/C) |
| Bez koloru                                                            | Został wycofany (WYC/WD) |
| Bez koloru                                                            | Nie przybył (NP/DNA) |
| Bez koloru                                                            | Nie brał udziału w treningach (NT/DNP) |
| Bez koloru                                                            | Nie został zgłoszony (–) |
| Pogrubienie                                                           | Start z pole position |
| Kursywa                                                               | Najszybsze okrążenie wyścigu |
| †                                                                     | Nie ukończył, ale jego rezultat został zaliczony ze względu na przejechanie więcej niż 90% dystansu wyścigu.                              |
| *                                                                     | Sezon w trakcie |
| 1/2/3                                                                 | Punktowana pozycja w sprincie kwalifikacyjnym                                                                                             |
| Lista systemów punktacji Formuły 1                                    | |

| Sezon | Konstruktor | Kierowcy         | Wyniki w poszczególnych eliminacjach | Wyniki w poszczególnych eliminacjach | Wyniki w poszczególnych eliminacjach | Wyniki w poszczególnych eliminacjach | Wyniki w poszczególnych eliminacjach | Wyniki w poszczególnych eliminacjach | Wyniki w poszczególnych eliminacjach | Wyniki w poszczególnych eliminacjach | Wyniki w poszczególnych eliminacjach | Wyniki w poszczególnych eliminacjach | Wyniki w poszczególnych eliminacjach | Wyniki w poszczególnych eliminacjach | Wyniki w poszczególnych eliminacjach | Wyniki w poszczególnych eliminacjach | Wyniki w poszczególnych eliminacjach | Wyniki w poszczególnych eliminacjach | Wyniki kierowców | Wyniki kierowców | Wyniki konstruktora | Wyniki konstruktora |
| Sezon | Konstruktor | Kierowcy         | USA                                  | BRA                                  | SMR                                  | MCO                                  | CAN                                  | MEX                                  | FRA                                  | GBR                                  | DEU                                  | HUN                                  | BEL                                  | ITA                                  | PRT                                  | ESP                                  | JPN                                  | AUS                                  | Punkty           | Pozycja          | Punkty              | Pozycja             |
| ----- | ----------- | ---------------- | ------------------------------------ | ------------------------------------ | ------------------------------------ | ------------------------------------ | ------------------------------------ | ------------------------------------ | ------------------------------------ | ------------------------------------ | ------------------------------------ | ------------------------------------ | ------------------------------------ | ------------------------------------ | ------------------------------------ | ------------------------------------ | ------------------------------------ | ------------------------------------ | ---------------- | ---------------- | ------------------- | ------------------- |
| 1990  | Life        | Gary Brabham     | NPK                                  | NPK                                  | -                                    | -                                    | -                                    | -                                    | -                                    | -                                    | -                                    | -                                    | -                                    | -                                    | -                                    | -                                    | -                                    | -                                    | 0                | NS               | 0                   | NS                  |
| 1990  | Life        | Bruno Giacomelli | -                                    | -                                    | NPK                                  | NPK                                  | NPK                                  | NPK                                  | NPK                                  | NPK                                  | NPK                                  | NPK                                  | NPK                                  | NPK                                  | -                                    | -                                    | -                                    | -                                    | 0                | NS               | 0                   | NS                  |
| 1990  | Life - Judd | Bruno Giacomelli | -                                    | -                                    | -                                    | -                                    | -                                    | -                                    | -                                    | -                                    | -                                    | -                                    | -                                    | -                                    | NPK                                  | NPK                                  | -                                    | -                                    | 0                | NS               | 0                   | NS                  |